# Fernando García Casas
Fernando García Casas (Madrid, España, 1957) es un diplomático, profesor, filósofo, filólogo, político y abogado español. Es el embajador de España ante el estado plurinacional de Bolivia (desde junio de 2024).
Fue Embajador de España en Estonia (2014-2016); Secretario de Estado de Cooperación Internacional y para Iberoamérica y el Caribe y Presidente ex officio de la Agencia Española de Cooperación Internacional para el Desarrollo (2016-2018) y Embajador de España en Brasil (2018-2022).

## Biografía
Nació en la ciudad de Madrid en el año 1957. Se licenció en Derecho, Filosofía y Letras. Durante su época de estudiante universitario obtuvo un diploma por el Colegio de Europa en Brujas (Bélgica) y una maestría "Master of Arts" por la Escuela de Derecho y Diplomacia Fletcher en Medford (Estados Unidos).
Luego en 1983 hizo su ingreso en la carrera diplomática y estuvo destinado durante esos primeros años como diplomático en la Representación Permanente de España ante el Consejo de Europa situado en Estrasburgo (Francia), en la Embajada Española en Israel y en la Representación Permanente ante la Oficina de la Organización de las Naciones Unidas en Ginebra (Suiza).
Seguidamente entre 1992 y el 2000 fue consejero del Departamento Internacional del Gabinete del Presidente del Gobierno de España. Primeramente ejerció de responsable sobre el Magreb, Oriente Medio y Asia. Y en segundo lugar fue encargado de Asuntos sobre Iberoamérica y Naciones Unidas. Durante estos años también trabajó como profesor asociado de Derecho internacional en la Universidad Complutense y en la Universidad Carlos III de Madrid, además de ser miembro del Instituto Hispano-Luso-Americano de Derecho Internacional.
En el mes de mayo de 2000 fue elegido director del Departamento de Estudios y Relaciones Internacionales del Gabinete de la Presidencia, desde donde dirigió un total de veinte Consejerías de Información y coordinó la información de los Consejos Europeos. Y en julio de 2002 comenzó a formar parte de la Secretaría de Cooperación Iberoamericana (SECIB) como responsable de comunicación.
En el 2005 fue director adjunto del Gabinete de la Secretaría General Iberoamericana, dirigida entonces por el mexicano Jorge Alberto Lozoya y desde 2008 fue el director general de este gabinete.
Tras aprobación del Consejo de Ministros, en septiembre de 2014 fue nombrado Embajador del Reino de España en la República de Estonia.
El cargo de embajador lo ocupó hasta el día 3 de diciembre de 2016, que ha sido nombrado por el gobierno como nuevo Secretario de Estado de Cooperación Internacional y para Iberoamérica. Se mantuvo en el cargo hasta el 28 de julio de 2017, cuando se reestructuró el Ministerio de Asuntos Exteriores y Cooperación y fue nombrado Secretario de Estado de Cooperación Internacional y para Iberoamérica y el Caribe. Fue cesado en el cargo el 23 de junio de 2018.